# Cayon River
Cayon River ist ein ephemeres Gewässer ähnlich einer Fiumara, auf St. Kitts, im karibischen Inselstaat St. Kitts und Nevis.

## Geographie
Der Fluss entspringt im Norden von St. Kitts, am Nordhang der South East Range. Zusammen mit einigen Quellbächen verläuft er nach Norden und mündet bald östlich bei Cayon mit einem deutlichen Schuttkegel in den Atlantik.